# كورماك مكارثي
كورماك مكارثي (بالإنجليزية: Cormac McCarthy)‏ روائي ومؤلف مسرحي وسيناريست سينمائي أمريكي من مواليد بروفيدانس، رود ايلاند في 20 يوليو 1933. اسمه الحقيقي (تشارلز مكارثي).

## نشأته
ولد في ولاية تينيسي الأمريكية وترعرع بها. كان والده محامياً لامعاً. لكن مكارثي قطع دراسته وتمكن من أن يحصل على تكاليف معيشته كميكانيكي سيارات. ويتحدث آخرون عن حياة قاسية عاشها؛ كان ينام تحت الجسور، وفي غرف السجون، أشبه بالمتشرد، بالضبط كما صور فيما بعد بطل روايته «الضائع» الذي ترك عائلته البورجوازية لترمي به الأحداث إلى نهر تينيسي وينتهي هناك.

## أعماله
كانت أول أعمال مكارثي في عام 1965 رواية حارس الحديقة وبعدها بثلاث سنوات كتب رواية خارجا في الظلام
بعد عام 1976 نشر روايته «الضائع» التي استغرقت كتابتها سنوات طويلة. مع أن المعنيين والعديد من نقاد الأدب والمحبين ثمنوا واحتفلوا بصدور الرواية التي تقدر بـ 600 صفحة ووصفوها بالعمل الاستثنائي لما تميزت به من رموز وتأويلات وتفسيرات غفيرة لإرث كبير من الميثولوجيا، إلاّ أن الرواية لم تسجل لدى القراء أعلى المبيعات
وفي عام 1992 صدرت له روايه«كل الخيول الجميلة» التي حصلت على اهتمام استثنائي واعتبرت أول رواية له تسجل مبيعات عالية، ليس في الولايات المتحدة الأمريكية وحسب إنما في العديد من اللغات التي ترجمت إليها.
وفي عام 2006 كتب روايته الطريق التي حازت على جائزة بوليتزر

## جوائز
حصل مكارثي على عدة جوائز:
- جائزة بوليتزر
- جائزة جيمس تيت بلاك التذكارية عن روايته (الطريق) 2006 روايته (لا بلد للعجائز) 2005 والتي تم تحويلها لفيلم بنفس الاسم عام 2007 والذي ربح أربع جوائز أوسكار من ضمنهم جائزة أحسن فيلم.
- حصل عن روايته (كل الخيول الجميلة) 1992 على جائزتي (الكتاب الوطني الأمريكية)، (دائرة النقاد القومية) وتم تحويلها إلى فيلم أيضاً بنفس الاسم عام 2000.
- روايته (دم ميريديان) تم تصنيفها ضمن قائمة أفضل 100 كتاب تم نشره في الفترة ما بين 1923، 2005 كما حازت المركز الثاني في استطلاع أجرته جريدة النيويورك تايمز عن أفضل عمل أدبي تم نشره في الربع قرن الأخير.[27]

## روابط خارجية
- كورماك مكارثي على موقع IMDb (الإنجليزية)
- كورماك مكارثي على موقع الموسوعة البريطانية (الإنجليزية)
- كورماك مكارثي على موقع مونزينجر (الألمانية)
- كورماك مكارثي على موقع قاعدة بيانات الأفلام العربية
- كورماك مكارثي على موقع ألو سيني (الفرنسية)
- كورماك مكارثي على موقع ميوزك برينز (الإنجليزية)
- كورماك مكارثي على موقع أول موفي (الإنجليزية)
- كورماك مكارثي على موقع قاعدة بيانات الأفلام السويدية (السويدية)
- كورماك مكارثي على موقع إن إن دي بي (الإنجليزية)
- كورماك مكارثي على موقع ديسكوغز (الإنجليزية)